# 国連軍 (朝鮮半島)
朝鮮半島における国連軍（こくれんぐん、英: United Nations Command, UNC; 韓: 유엔군, 국제연합군）は、1950年に勃発した朝鮮戦争において組織された多国籍軍である。2025年現在も活動中であり、日本の横田飛行場に後方司令部を置く。韓国／朝鮮国連軍とよばれることもある。

## 概要
1950年6月25日（現地時間）、朝鮮民主主義人民共和国（北朝鮮）が大韓民国（韓国）に侵攻し、朝鮮戦争が勃発した。国際連合安全保障理事会は、ソビエト連邦が欠席しているため、アメリカ合衆国が主導し、6月25日の国際連合安全保障理事会決議82にて北朝鮮の武力攻撃を非難し、韓国への援助を求めた。
アメリカは、韓国政府からの要請を受けて6月27日に軍事介入を決断しており、安保理も、6月27日の国際連合安全保障理事会決議83にて軍事援助を認めている。7月7日、国際連合安全保障理事会決議84において、北朝鮮に対抗するために、アメリカが指揮を執る多国籍軍の編成を要請した。
多国籍軍については、アメリカ軍の司令官が指揮を執り、参加各国の国旗とともに国際連合の旗を使用する権限（Authorizes the unified command at its discretion to use the United Nations flag）が与えられている。この軍は、国際連合憲章第7章に基づく、安保理が指揮する国連軍ではないが、国際連合の決議に基づき、その名称使用が認められている。
7月8日に、ハリー・S・トルーマン大統領は、ダグラス・マッカーサーを国連軍司令官に任命した。国連軍 (朝鮮半島)には、イギリス、トルコ、フランス、ベルギー、カナダなど16ヶ国が参加し、国連非加盟であった大韓民国は、1950年7月15日の大田協定により、作戦指揮権(operational command)を国連軍に委ねている。7月30日、国連安保理は国際連合安全保障理事会決議85を可決してマッカーサーを司令官とする国連軍を承認した。
1953年7月の朝鮮戦争休戦協定は当時国連軍司令官だったマーク・W・クラークも署名し、国連軍が当事者となっており、以後も組織は存続している。このうち、アメリカ軍と韓国軍については、1978年11月に米韓連合司令部(ROK-US Combined Forces Command,CFC)が設置され、連合部隊として指揮される。なお、作戦指揮権は、1954年に作戦統制権(operational control)に名称が変更されている。
国連軍司令官と米韓連合軍司令官は兼職であり、アメリカ軍人がその地位にある。ただし、国連軍司令官は、休戦協定の維持が責務であり、統合参謀本部の隷下にあり、参加各国軍（主力は米韓連合軍）の指揮を行うのに対し、米韓連合軍司令官は、米韓の合同組織である軍事委員会の隷下にあり、韓国防衛が責務で、米韓連合軍の指揮を執るとの差異がある。
結成当時アメリカやイギリスなどの連合国軍の占領下にあった日本はこの国連軍に参加してはいないが、設置時の司令部は、当時日本の占領を指揮していた連合国軍最高司令官総司令部の本拠地があった東京にあり、1951年に吉田・アチソン交換公文が交わされ、占領を脱した後の1954年に「日本国における国際連合の軍隊の地位に関する協定」（国連軍地位協定）が締結されたことに基づき、国内に国連軍施設が設置されている。1957年に司令部が韓国に移転した後も、後方司令部がキャンプ座間に置かれ、これは2007年に横田基地に移転している。2018年1月16日に北朝鮮情勢を受けてアメリカが朝鮮戦争当時の国連軍派遣国に呼びかけてカナダで開催された外相会合でも日本は関係国として招待されて出席している。

## 現在の司令部組織
朝鮮戦争休戦後、本部組織は大幅に変更されており、軍事指揮機構・実働戦力としては米韓連合司令部・韓国軍・在韓米軍が担っている。国連軍の責務は、休戦協定の維持となっており、2024年時点の司令部は多国籍の人員で構成されており、直轄組織は以下のようになっている。
- 国連軍軍事休戦委員会（事務局）(UNC Military Armistice Commission - Secretariat)：休戦協定の維持に必要な各種活動及び事務
- 国連軍警備大隊-共同警備区域(UNC Security Battalion - Joint Security Area)：共同警備区域の警備兵力。米韓連合部隊。
- 国連軍儀仗中隊(UNC Honor Guard Company)：儀仗部隊
- 国連軍後方司令部(UNC-Rear)：日本所在

## 参加国
- アメリカ合衆国（戦闘部隊派遣国）
- イギリス（戦闘部隊派遣国）
- イタリア（医療支援国。一時脱退するも2013年再参加）
- オーストラリア（戦闘部隊派遣国）
- オランダ（戦闘部隊派遣国）
- カナダ（戦闘部隊派遣国）
- ギリシャ（戦闘部隊派遣国）
- コロンビア（戦闘部隊派遣国）
- タイ（戦闘部隊派遣国）
- デンマーク（医療支援国）
- ドイツ（医療支援国として原参加。2024年に戦闘部隊派遣国として参加）
- トルコ（戦闘部隊派遣国）
- ニュージーランド（戦闘部隊派遣国）
- ノルウェー（戦闘部隊派遣国）
- フィリピン（戦闘部隊派遣国）
- フランス（戦闘部隊派遣国）
- ベルギー（戦闘部隊派遣国）

### 脱退済みの旧参加国
- インド（医療支援国）
- エチオピア帝国（戦闘部隊派遣国）
- スウェーデン（医療支援国）
- 南アフリカ共和国（戦闘部隊派遣国）

## 休戦時点の兵力

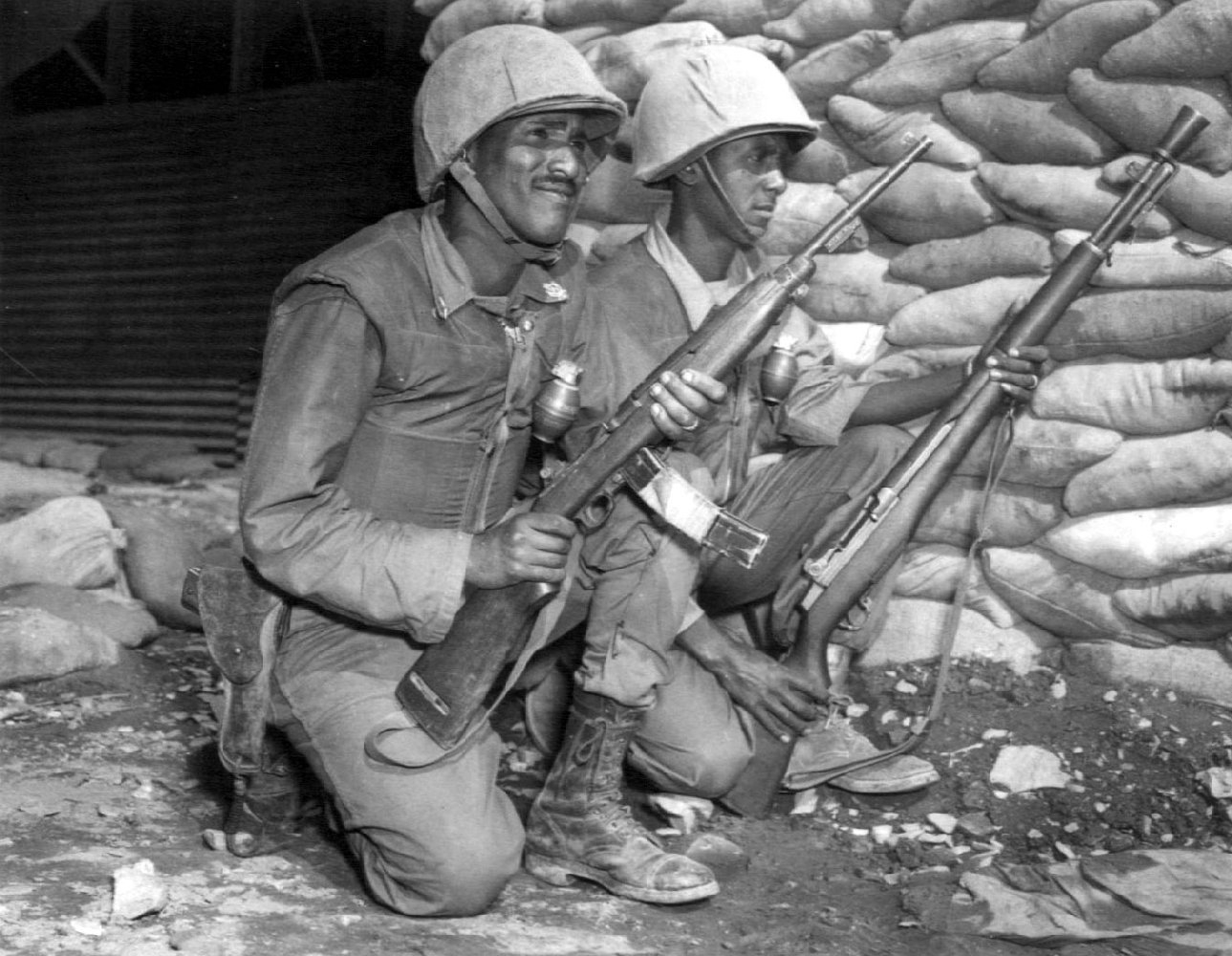
エチオピア兵（1953年）

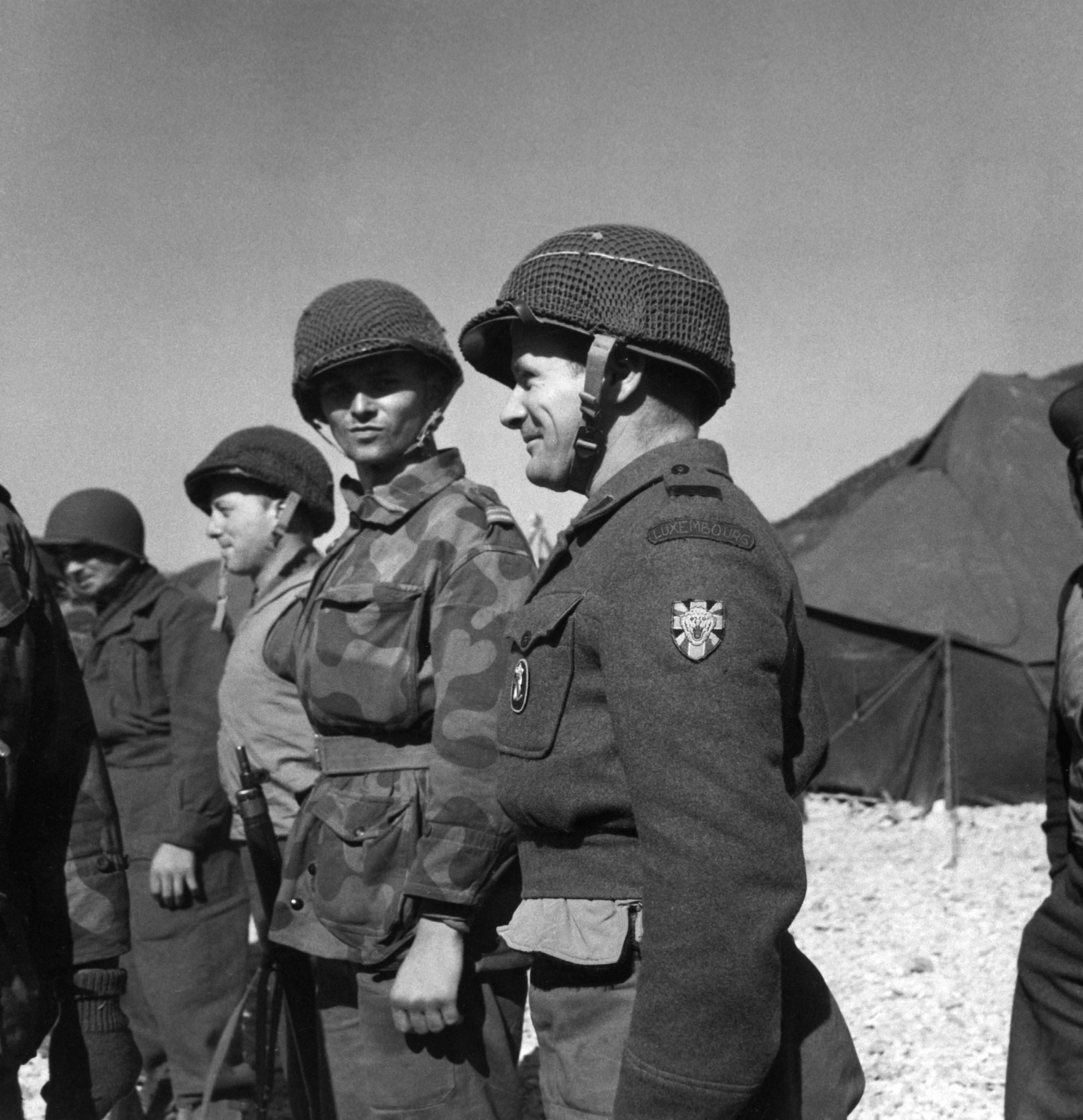
ルクセンブルク兵（1953年）

1953年7月27日の休戦時点で、国連軍の総兵力は932,964人であり、参加各国別の兵力は以下の通り。
- 韓国 – 590,911（当時は国連非加盟）
- アメリカ合衆国 – 302,483
- イギリス – 14,198
- タイ王国 – 6,326
- カナダ – 6,146
- トルコ – 5,453
- オーストラリア – 2,282
- フィリピン – 1,468
- ニュージーランド – 1,385
- エチオピア帝国 – 1,271
- ギリシャ王国 – 1,263
- フランス – 1,119
- コロンビア – 1,068
- ベルギー – 900
- 南アフリカ連邦 – 826
- オランダ – 819
- ルクセンブルク – 44

## 日本国における国際連合の軍隊の地位に関する協定
吉田・アチソン交換公文によって朝鮮国連軍は占領期から講和後も一貫して日本に出入りしていたが、1953年7月27日の朝鮮戦争休戦協定の発効を受けて、1954年2月19日に日本とアメリカ合衆国（米国）、カナダ、ニュージーランド、イギリス（英国）、南アフリカ連邦、オーストラリア、フィリピンの7カ国は、「日本国における国際連合の軍隊の地位に関する協定（国連軍地位協定）」の署名を行い、地位協定を締結している。協定をめぐる交渉の中で、日本政府は英連邦4カ国（イギリス、カナダ、オーストラリア、ニュージーランド）との間で在日米軍と同様に裁判権を放棄する密約を結んだ。
1954年4月12日にフランスと、同年5月19日にイタリアと追加署名を交わし、同協定は同年6月11日に発効している。のちにタイ王国とトルコが協定に加わり11ヶ国となる。
協定に関する協議及び合意は、協定の第20条に基づき設置される両者の代表者で組織される東京の「合同会議」で行われる。

## 国連軍後方司令部
1957年7月、同協定に基づきアメリカ太平洋軍第8軍司令部隷下の在日米陸軍・国連軍・第8軍後方司令部としてキャンプ座間に「後方司令部（英: United Nations Command-Rear, UNC(R)）」が設置された。1959年3月、第8軍後方司令部の役割を解除されて「在日米陸軍・国連軍後方司令部」となり、2007年11月1日、横田飛行場に移転した。
後方司令部の設置は、1957年の国連軍司令部の韓国移転に伴うものである。1954年の国連軍地位協定では、司令部が日本に駐留していることを前提に「これらの軍隊（朝鮮国連軍）が日本の領域から撤退するまでの間」と定められていた。そのため、司令部移転後も地位協定を維持し、日本国の領域で国連軍が活動を継続するために、日本に駐留する後方司令部が設立された。
司令部には、司令部要員として4名が常駐しているほか、各国大使館に駐在武官の兼務を含めて23人の連絡将校団が常駐。3～4ヵ月に1回程度の頻度で情報交換のための非公式会合を行っている。後方司令部は地位協定に基づき「多国籍軍である」必要があり、歴代司令官はアメリカ軍以外の軍から派遣されることが慣例となっている。
地位協定第24条によれば、国連軍後方司令部は朝鮮半島から国連軍が撤退するまで有効で、国連軍撤退が完了したのち90日以内に日本から撤退しなければならない。
2023年現在、後方司令部の構成国は、米国、英国、フランス、オーストラリア、ニュージーランド、フィリピン、タイ、イタリア、カナダ、トルコの10か国である。
2019年7月の国連軍合同会議で、国連軍と日本政府の間で「日本における国連軍に係る事件・事故発生時における通報手続」が合意された。

## 日本所在国連軍施設
在日米軍基地のうち、座間と横田を含めた次の7カ所が協定に基づく国連軍施設に指定されている。
1. キャンプ座間（神奈川県座間市・相模原市南区）
2. 横須賀海軍施設（神奈川県横須賀市）
3. 佐世保海軍施設（長崎県佐世保市）
4. 横田飛行場（東京都福生市・瑞穂町・武蔵村山市・羽村市・立川市・昭島市）
5. 嘉手納飛行場（沖縄県中頭郡嘉手納町・中頭郡北谷町・沖縄市）
6. 普天間飛行場（沖縄県宜野湾市）
7. ホワイト・ビーチ地区（沖縄県うるま市）

現在も、必要に応じて国連軍参加各国が国連軍基地を使用している。国会答弁等から分かる使用実績は次の通り。
- （1997-1999年）艦船7隻、航空機23機が寄港・飛来[27]
- （2000-2002年）艦船寄港21回、航空機着陸10回を記録[31]
- （2006年,2009年）北朝鮮の核実験に際して、大気観測を行う英軍機VC10が国連軍地位協定を活用して補給等のために嘉手納飛行場を使用[32]
- （2007年）嘉手納飛行場で米豪共同訓練を実施[33]
- 2018年〜 国連安保理決議第2375号に基づく北朝鮮への経済制裁に関連して、洋上での北朝鮮船舶間の物資の積替え（瀬取り）の監視任務のため、アメリカ軍、オーストラリア軍及びカナダ軍の哨戒機が嘉手納飛行場を拠点に活動[34]

そのほか、2014年にはフランス海軍のフリゲート「プレリアル」が、沖縄のアメリカ海軍基地をはじめ日本の各地に寄港している。